# Mallestigite
La mallestigite è un minerale appartenente al gruppo della fleischerite.